# Masacre de Ramallo
La Masacre de Ramallo es el nombre con el que se conoce en la Argentina al grave episodio político-policial que ocurrió el 17 de septiembre de 1999, en la localidad de Villa Ramallo, provincia de Buenos Aires.

## Desarrollo de los hechos
La mañana anterior tres ladrones entraron en la sucursal del Banco Nación de Villa Ramallo con la intención de robar el tesoro. Una testigo presencial llamó a la policía. Algunas versiones indicaron que un automóvil estacionado afuera escapó al ver llegar los patrulleros. 
Al arribar la policía, los tres ladrones que se encontraban en el interior tomaron a seis rehenes, entre los que se encontraba el gerente de la sucursal, y comenzaron una negociación con el objetivo de obtener lo que buscaban a cambio de liberar a los rehenes. Se dijo que en el banco había unos 30 000 pesos y poco más de 100 000 pesos en el tesoro, y que los ladrones solicitaban una llave y la clave para abrirlo. Se dijo que además del dinero, buscaban unos documentos guardados en la bóveda.
Las negociaciones se estancaron. A las 21 horas los ladrones dejaron salir a dos rehenes. Pasada la medianoche, dejaron salir otro rehén a cambio de la última llave del tesoro, aunque no disponían aún de la clave.
El entonces presidente del Banco Nación, Roque Maccarone, dijo que el juez federal de San Nicolás, Carlos Villafuerte Ruzo, fue el único jefe del operativo durante las 20 horas que duró la crisis, y que disponía de la clave. Afirmó también que el Banco Nación estaba dispuesto a ceder en todo lo que fuera necesario para salvar la vida de los rehenes.
Las negociaciones continuaron mientras los rehenes se comunicaban telefónicamente con varios medios televisivos argentinos. 
A la madrugada, mientras Martín Saldaña, uno de los ladrones, conversaba con el mediador, sus cómplices salieron con los rehenes en un automóvil Volkswagen Polo, propiedad del gerente del banco, Carlos Cháves. El propio gerente, con un pan de explosivo trotyl en el cuello, manejaba. A su lado iba un ladrón con Flora Lacave, esposa del gerente, utilizándola como escudo humano. [cita requerida]Atrás iban otro asaltante y el contador del banco Carlos Santillán, también como escudo humano.

## El desenlace
Al salir el auto, en marcha lenta, con 2 ladrones y 3 rehenes como escudo, muchos de los policías que rodeaban el banco abrieron fuego contra el mismo, frente a las cámaras de televisión que registraron el hecho. En pocos segundos hubo 170 disparos, 46 de los cuales dieron en el auto, los rehenes y los ladrones.
Los rehenes Carlos Cháves (54) y Carlos Santillán (59) murieron dentro del vehículo como resultado de la balacera. Flora Lacave -esposa del gerente y también rehén- se salvó. También se salvó Carlos Martínez (20), uno de los ladrones, quien fue hospitalizado, mientras que el supuesto jefe de la banda murió dentro del automóvil. 
Martín René Saldaña (24), el ladrón que se había quedado dentro del banco, fue detenido y al día siguiente fue encontrado ahorcado en una celda de la comisaría 2 de Villa Ramallo. Se dijo que se había colgado usando el forro de un colchón, sin que nadie se explicara cómo lo arrancó. El 29 de enero de 2007, Clarín publicó que una nueva pericia confirmaba que Saldaña no se había suicidado, sino que había sido asesinado.

## Consecuencias
Al conocerse el resultado de la masacre, la muerte de los rehenes y el misterioso suicidio de uno de los ladrones detenidos, comenzaron las sospechas y empezaron a tejerse todo tipo de teorías sobre los hechos. Hubo rumores de complicidades políticas internas entre las fuerzas policiales y fuertes cuestionamientos al Juez Villafuerte Ruzo. El hecho provocó la renuncia del Ministro de Seguridad bonaerense, Osvaldo Lorenzo, y la disolución del Grupo Especial de Operaciones de la Jefatura Departamental.